# Pacto antiyihadista

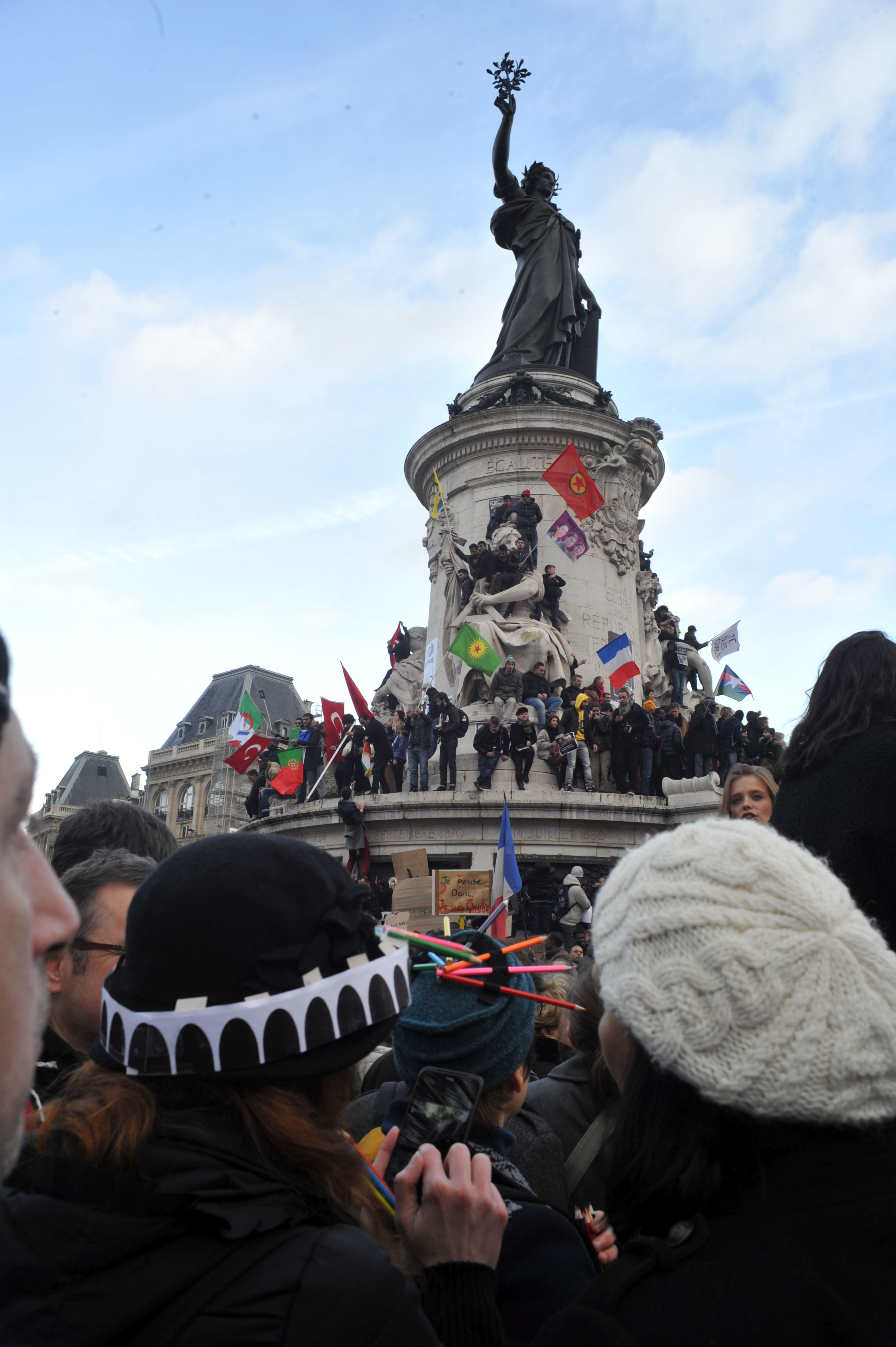
Las repercusiones internacionales en repudio a los atentados contra Charlie Hebdo también tuvieron voces en el Gobierno de España.

El «Acuerdo para afianzar la unidad en defensa de las libertades y en la lucha contra el terrorismo», también conocido como pacto contra el yihadismo o pacto antiyihadista, es un acuerdo firmado por el presidente del Gobierno de España y del Partido Popular (PP), Mariano Rajoy, y el secretario general del Partido Socialista Obrero Español (PSOE), Pedro Sánchez, tras los atentados terroristas islamistas de enero de 2015 en Francia.
Este Acuerdo hace especial énfasis en la lucha contra el fanatismo radical propagado por Internet, cuya intención sea la de captar y reclutar a terroristas, especialmente en las redes sociales, así como perseguir a quienes enaltecen el terrorismo; también contempla la reforma del Código Penal para que los actos de terrorismo con resultado de muerte sean castigados con la «máxima pena privativa de libertad» contemplada en dicha norma. Tal pena se corresponde con la prisión permanente revisable que, por la fecha de la firma del acuerdo, estaba siendo introducido por la mayoría parlamentaria del PP, y a la que se oponía el PSOE, hasta el punto de presentar un recurso de inconstitucionalidad contra ella. En palabras del líder del PSOE, Pedro Sánchez: «Nos hemos opuesto a la prisión permanente revisable y la suprimiremos cuando tengamos una mayoría suficiente. Pero esto no afecta a lo fundamental, la unidad contra el terrorismo». También se acuerda el reconocimiento de la figura de los «lobos solitarios», esto es, terroristas no vinculados a ninguna organización que actúan de manera individual.
Tras los atentados de París de noviembre de 2015, Ciudadanos, Coalición Canaria, Foro de Ciudadanos, el Partido Aragonés, la Unión Democrática de Cataluña, la Unión del Pueblo Navarro y Unión Progreso y Democracia se adhirieron el 26 de noviembre de 2015 al pacto antiyihadista, mientras que Convergencia Democrática de Cataluña, Esquerra Republicana de Catalunya, Izquierda Unida, el Partido Nacionalista Vasco y Podemos lo rechazaron.